# Zong Qinghou

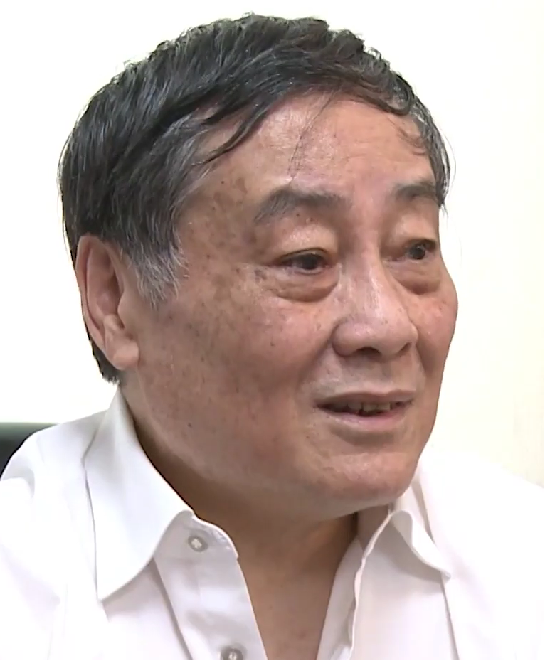
Zong Qinghou

Zong Qinghou (chinesisch 宗庆后, Pinyin Zōng Qìnghòu; * 16. November 1945 in Hangzhou, Zhejiang; † 25. Februar 2024) war ein chinesischer Unternehmer.

## Leben
Zong leitete das chinesische Unternehmen Wahaha und war Abgeordneter im Nationalen Volkskongress. Er war mit Shi Youzhen (施幼珍) verheiratet und hatte eine Tochter mit dem Namen Zong Fuli (宗馥莉).
Nach Angaben des US-amerikanischen Forbes Magazine gehörte Zong zu den reichsten Chinesen.
Zong starb im Februar 2024 im Alter von 78 Jahren.